# Heidi Hammel
Heidi Beth Hammel (California, 14 marzo 1960) è un'astronoma statunitense, nota per i suoi studi su Nettuno e Urano.
Ha fatto parte del team che ha diretto la sonda Voyager 2 nell'osservazione di Nettuno nel 1989, ed ha poi guidato quello che ha controllato il telescopio spaziale Hubble nelle osservazioni dell'impatto della cometa Shoemaker-Levy 9 con Giove nel 1994. Inoltre, ha eseguito osservazioni dei due giganti ghiacciati utilizzando sia il telescopio spaziale Hubble, sia il telescopio Keck, alla ricerca di nuove informazioni sulle tempeste e sugli anelli dei due pianeti. Nel 2002 è stata selezionata per partecipare allo sviluppo del telescopio spaziale James Webb.
Hammel si è anche occupata di divulgazione scientifica, ricevendo nel 2002 la medaglia Carl Sagan. Nel 2003 è stata indicata da Discover Magazine come una delle 50 donne più importanti nel campo della scienza. È vicepresidente esecutivo del consorzio AURA (Association of Universities for Research in Astronomy) dal 2010.
L'asteroide 3530 Hammel è stato così chiamato in suo onore nel 1996.

## Biografia
Nata nel marzo 1960 in California, figlia di Robert e Phyllis M. Hammel; la famiglia era composta anche dal fratello Hazen e dalla sorella Lisa, la più giovane, nata due anni dopo di Heidi. Robert, il padre, aveva una buona educazione, la casa era sempre piena di libri e giocattoli, spesso acquistati a scopo educativo. Tra questi anche un telescopio, che Heidi usava raramente, preferendo trascorrere il tempo guardando Star Trek o studiando i piani dell'Enterprise.
Il padre cambiava spesso lavoro e, di conseguenza, luogo di lavoro, il che gli causava sempre più pressione e stress. Quando ciò lo condusse all'alcolismo, l'atmosfera in casa peggiorò. Heidi, allora nel periodo preadolescenziale, fu soggetta a un forte stress familiare. La madre, di fede luterana, per restituire serenità ai figli, decise di divorziare.
Dopo aver terminato le scuole superiori, con voti molto alti, Heidi Hammel si iscrisse alla Penn State (Pennsylvania State University). Ammessa ad un corso avanzato, fu esortata dall'insegnante Mary Rhodes a frequentare il Massachusetts Institute of Technology (MIT), data la sua bravura in matematica. Convinta da questo incoraggiamento, Heidi Hammel conseguì prima la laurea presso il MIT nel 1982 e poi il dottorato di ricerca in fisica e astronomia presso l'Università delle Hawaii nel 1988 con una tesi sul pianeta Nettuno. L'anno seguente, il pianeta sarebbe stato visitato dalla sonda Voyager 2 e Hammel fu assunta dal Jet Propulsion Laboratory della NASA, a Pasadena, California, per far parte del team che avrebbe programmato le osservazioni e analizzato i risultati. Terminata questa esperienza, tornò al MIT, dove ha trascorso quasi nove anni come ricercatrice presso il Dipartimento di Scienze della Terra, scienze dell'atmosfera e scienze planetarie.
In seguito, è stata assunta come ricercatrice senior e co-direttrice della ricerca presso lo Space Science Institute di Boulder, in Colorado. Nel 2002, è stata chiamata a far parte della squadra che ha sviluppato il successore del telescopio spaziale Hubble, il telescopio spaziale James Webb. In particolare, è stata membro del gruppo di lavoro scientifico per lo sviluppo dello specchio del telescopio. Inoltre, ha fatto parte della task force congiunta NASA/NSF sugli esopianeti.
Dal 2010, Hammel è la vicepresidente esecutiva dell'Association of Universities for Research in Astronomy (in italiano, associazione delle università per la ricerca in astronomia, AURA), un consorzio di 44 università e istituti di ricerca senza scopo di lucro statunitensi e altre 5 affiliazioni internazionali. AURA è responsabile dell'amministrazione di tre istituti astronomici, che a loro volta gestiscono importanti osservatori statunitensi, il NOIRLab, il National Solar Observatory e lo Space Telescope Science Institute. In questo ruolo ha affermato di aver compreso, dopo circa 15 anni di carriera, che nella comunità scientifica sono necessarie persone che pianificano e lavorano per il futuro della scienza.
A partire dal 2014, la sua ricerca ha coinvolto l'imaging di Nettuno e Urano con l'uso del telescopio spaziale Hubble, dell'Osservatorio WM Keck, dell'Osservatorio Mauna Kea, della NASA Infrared Telescope Facility (IRTF).

## Attività di ricerca

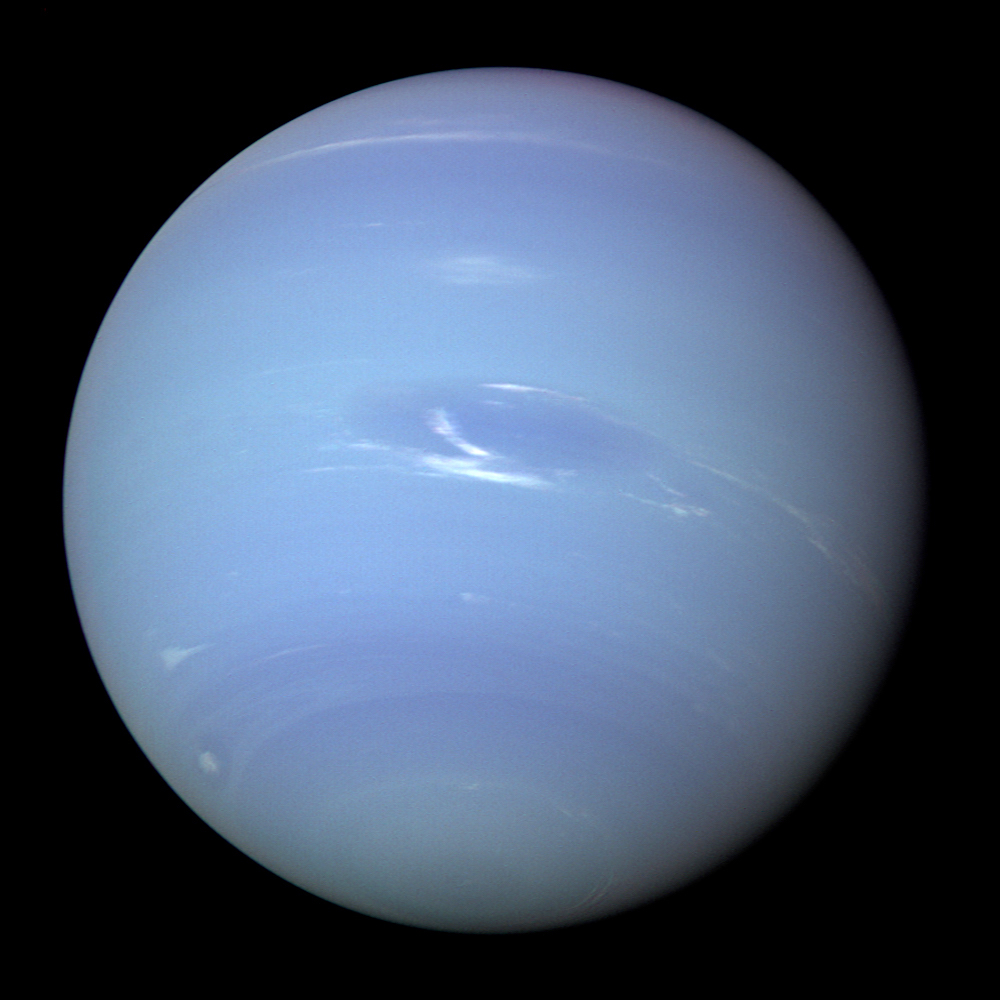
Nettuno e la sua Grande Macchia Scura

La principale area di interesse di Heidi Hammel sono state le osservazioni astronomiche nel visibile e nel vicino infrarosso delle atmosfere e dei satelliti dei pianeti del sistema solare esterno, condotte da terra (utilizzando le ottiche adattive) e dallo spazio.
Come ha spiegato nella puntata del 9 novembre 1995, The Great Planet Debate, del programma televisivo della NASA Live from the Hubble Space Telescope: "Tutti sono interessati dal tempo meteorologico, ma l'interazione dell'atmosfera terrestre con gli oceani e i continenti, ne complica la modellazione e limita la capacità di previsione degli scienziati. Sui pianeti gassosi, come Giove o Nettuno, non ci sono continenti, né oceani. Risulta quindi più semplice sviluppare dei modelli per descrivere la dinamica delle loro atmosfere, e quanto da noi imparato, non si limita a quei pianeti, ma ci permette di migliorare la comprensione anche della dinamica dell'atmosfera terrestre".
Come detto, Hammel ha partecipato alle attività del gruppo di ricercatori che presso il Jet Propulsion Laboratory diresse le osservazioni della sonda Voyager 2 durante il sorvolo di Nettuno nel 1989. In seguito ha programmato le osservazioni condotte con il telescopio spaziale Hubble che hanno documentato la caduta della cometa Shoemaker-Levy 9 su Giove nel 1994, così come quelle dell'anno seguente che hanno documentato la scomparsa della Grande Macchia Scura su Nettuno. Dal 2000, Hammel ha iniziato a condurre osservazioni del pianeta Urano con i telescopi Keck, con Imke de Pater, registrando la presenza di venti prossimi ai 110 m/s nel 2003 nelle regioni settentrionali del pianeta. Hammel ha inoltre scoperto che i nove principali anelli di Urano comprendono un singolo strato di particelle e identificato, con de Pater, un undicesimo anello attorno al pianeta, largo circa 3500 chilometri, a circa 39600 chilometri dal centro del pianeta. Nel 2006, hanno anche riferito che Urano aveva sia un anello blu estremamente raro, sia un anello rosso.
Il telescopio spaziale Hubble e i telescopi Keck hanno offerto una nuova prospettiva per studiare Urano e Nettuno, permettendo di osservare dei fenomeni atmosferici che prima non potevano essere osservati. Hammel, con le osservazioni da lei dirette, ha dimostrato che i due pianeti sono mondi dinamici.

## Vita privata
Nel 1996 ha sposato Tim Dalton, col quale ha avuto tre figli, l'ultimo nel 2001.

## Premi e riconoscimenti
- 1995 - Premio Klumpke-Roberts 1995 della Astronomical Society of the Pacific per la comprensione e l'apprezzamento del pubblico dell'astronomia.
- 1996 - Premio Harold C. Urey, per il suo lavoro di ricerca.[29]
- 1996 - Premio nazionale "Spirit of American Women", per aver incoraggiato le giovani donne a non seguire i consueti schemi di carriera.
- 1998 - Premio per la comprensione pubblica della scienza 1998 del San Francisco Exploratorium.
- 2000 - Eletta membro della "American Association for the Advancement of Science".
- 2002 - Nominata da "Discover Magazine" una delle 50 donne più importanti della scienza.
- 2002 - Medaglia Carl Sagan per le sue grandi capacità comunicative.
- 2006 - I dati osservati dal telescopio Hubble durante la collisione della cometa Shoemaker-Levy 9 con Giove vengono citati al primo posto della Top-10 di Hubble nell'articolo principale di "Scientific American".

## Filmografia
- The Planets and Beyond, episodio TV del 2018 su Science Channel
- Urano e Nettuno: L'Ascesa dei Giganti di Ghiaccio, episodio TV del 2018 in How the Universe Works, lei stessa come astronoma
- Il viaggio cosmico di Hubble, episodio televisivo del 2015 sul National Geographic Channel
- Naked Science, 2006–2008 2 episodi TV sul National Geographic Channel
- Lo straordinario universo di Hubble, episodio TV del 2008
- Deadliest Planets, episodio TV del 2006, nel ruolo della dottoressa Heidi B. Hammel, ricercatrice senior
- Hubble: Segreti dallo spazio, episodio televisivo del 1998, nel ruolo della professoressa Heidi Hammel